# أليكس سيغال
أليكس سيغال (بالإنجليزية: Alex Segal)‏ هو منتج أفلام ومخرج أمريكي، ولد في 1 يوليو 1915 في نيويورك في الولايات المتحدة، وتوفي في 22 أغسطس 1977 في لوس أنجلوس في الولايات المتحدة.

## وصلات خارجية
- أليكس سيغال على موقع IMDb (الإنجليزية)
- أليكس سيغال على موقع ألو سيني (الفرنسية)
- أليكس سيغال على موقع أول موفي (الإنجليزية)
- أليكس سيغال على موقع قاعدة بيانات برودواي على الإنترنت (الإنجليزية)
- أليكس سيغال على موقع قاعدة بيانات الأفلام السويدية (السويدية)
- أليكس سيغال على موقع قاعدة بيانات الفيلم (الإنجليزية)
- أليكس سيغال على موقع كينوبويسك (الروسية)